# Bhutan-Schwert
Das Bhutan-Schwert ist eine Waffe aus Bhutan.

## Beschreibung
Das Bhutan-Schwert hat eine gerade, einschneidige Klinge. Die Klinge ist vom Heft bis zum Ort gleich breit. Die Klinge ist glatt und hat weder Mittelgrat noch Hohlschliff. Oft bestehen die Klingen aus einem Damaszener Stahl der in „Hairpin-Folding-Art“ (siehe Weblinks) geschmiedet ist, ähnlich wie beim nepalesischen Ke-Tri. Der Ort ist leicht abgerundet. Das Heft hat ein kleines ovales- oder rundes Parier, besteht aus Holz und ist meist mit Metalldraht umwickelt. Der Knauf ist aus Metall und sechseckig gestaltet. Die Scheiden sind aus Holz, Leder oder Metall. Eine ähnliche Waffe aus derselben Region ist das Bhutan-Kurzschwert.  Das Bhutan-Schwert wird von Ethnien in Bhutan benutzt.